# Apollonia di Nagasaki
Apollonia di Nagasaki (... – Nagasaki, 1622) è stata una martire cattolica, decapitata in Giappone nel 1622 e beatificata il 7 luglio 1867.

## Biografia
Non si hanno molte notizie della donna: si sa che era di nobili origini (discendente dei re di Firando, l'odierna Hirado) e che morì vedova a circa sessant'anni. Allevò come un figlio il nipote missionario, beato Gaspare Cotenda martire, e con lui cooperò per accogliere nella propria casa i missionari ricercati e perseguitati dalle autorità nipponiche. Per questo fu decapitata a Nagasaki nella grande strage del 10 settembre 1622.
Apollonia fu beatificata da papa Pio IX il 7 luglio 1867 e viene celebrata il suo dies natalis, cioè il giorno del suo martirio.